# Guyana ved sommer-OL 2024
Guyana deltog i sommer-OL 2024 i Paris, Frankrig i perioden 26. juli til 11. august 2024.

## Medaljer
| 2024 Paris | Guld | Sølv | Bronze | Total |
| Guyana     | 0    | 0    | 0      | 0     |

### Medaljevinderne
| Guyana under sommer-OL 2024 i Paris | Guyana under sommer-OL 2024 i Paris | Guyana under sommer-OL 2024 i Paris | Guyana under sommer-OL 2024 i Paris | Guyana under sommer-OL 2024 i Paris |
| Medalje                             | Navn                                | Sport                               | Event                               | Dato                                |
| ----------------------------------- | ----------------------------------- | ----------------------------------- | ----------------------------------- | ----------------------------------- |